# Stralsunds stadsvapen

Stralsunds vapen så som det ser ut sedan 1939.

Stralsunds stadsvapen är ett talande vapen för Hansestaden Stralsund, vapnet symboliserar namnledet "stral" för staden vid sundet (Strelasund), stral är ett ursprungligen slaviskt ord för "pil" eller "spets". Pilspetsen används också i stadens sigill. Tinkturerna rött och silver grundar sig på Hansans röd-vita färger.

## Blasonering
Blasoneringen lyder på tyska: "Das Stadtwappen zeigt auf rotem Grund einen aufrecht gestellten silbernen Pfeil, bestehend aus Schafttülle und den beiden Flügeln, mit einem silbernen Tatzenkreuz darüber."

## Bakgrund
Det äldsta kända sigillet är från 1265 och visar förutom den högervända pilen även ett skepp, som visar på Stralsunds betydelse som hamnstad. Sigillbilden förändrade sig med tiden. Skeppet kom med tiden i förgrunden och blev mer detaljrikt återgivet, medan pilen hamnade i bakgrunden. På stadens lilla sigill, till skillnad från det stora, förekom pilen som ensam symbol för staden.
Också på det från 1329 härstammande "koggsigillet" ("Koggensiegel"), som användes till på 1800-talet, följs denna framställning. Från 1492 framställdes den vita pilen stolpvis ställd på ett rött fält (Hansans färger), vilket första gången gjordes i den så kallade Sachsenchronik. Kort tid senare återgavs pilen tillsammans med ett kors, som symboliserar den kristna tron.

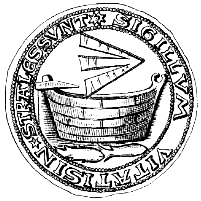
1265
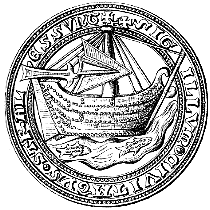
Slutet av 1200-talet
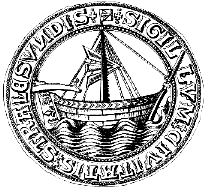
1300-talet
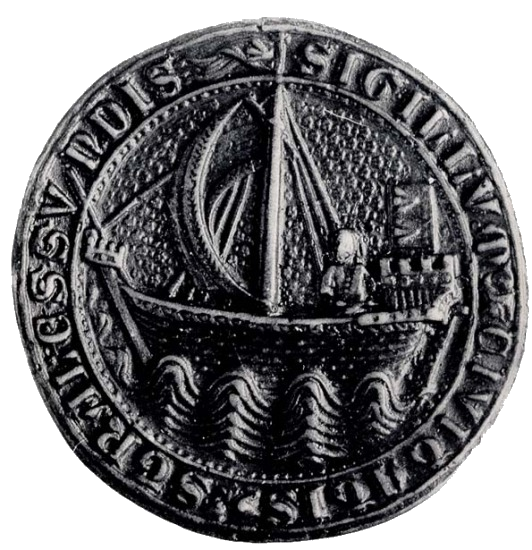
Sigill med kogg från 1329
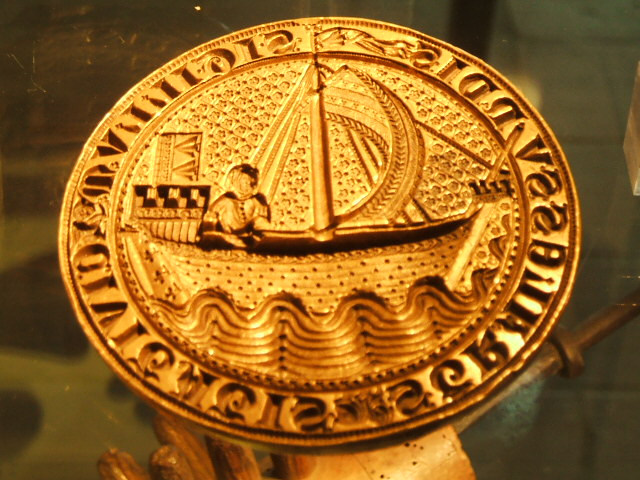
Stora stadssigillet i Kulturhistorisches Museum Stralsund

Stralsund ingick i de svenska besittningarna i Nordtyskland 1648-1814. Under Fredrik I:s av Sverige regeringstid fastställde Kungl. Maj:t den 29 december 1720 ett förändrat vapen för staden. Det ändrade vapnet återspeglade den svenska tillhörigheten, som bestod sedan det gemensamma försvaret mot Wallensteins belägring och formaliserades i westfaliska freden 1648. Karl XII hade redan 1714, under sitt uppehåll i staden på sin resa från exilen i Osmanska riket, lovat de stralsundska rådsmedlemmarna en upphöjning i adelsståndet, vilket alltid förknippades med ett förbättrat vapen.
Hansans röda färg ersattes av den blå svenska färgen och silverkorset av en gyllene krona som kronorna i Sveriges riksvapen. Dessutom lades ytterligare heraldiska bilder till utanför skölden, som nu alltså inte längre ensam var stadens vapen; Stralsund fick alltså ett fullständigt vapen. Ovanpå skölden placerades en krönt hjälm av guld med två utbredda blå vingar, som omfattade ett kors av guld. Hjälmtäcket var i blått och guld. Sköldhållare var på heraldiskt högra sidan ett tillbakaseende lejon av guld (som i Sveriges riksvapen) och på heraldiskt vänstra sidan en tillbakaseende röd grip (en röd grip finns i Pommerns vapen, där den dock tittar framåt, men de båda vapenhållarna i Stralsunds vapen skulle väl ha samma pose varför den här liksom lejonet tittar bort från skölden).
Detta vapen ändrades inte 1814/1815, när Stralsund efter Napoleonkrigen blev preussiskt. Vapnet återfinns fortfarande på fasaden till Stralsunds rådhus och i ett rum i rådhuset. För enkelhetens skull användes för det mesta bara själva vapenskölden.
Först 1938 bestämde nazisterna, att Hansestaden Stralsund skulle återgå till att föra sitt gamla, enklare vapen från 1500-talet. Det har sedan dess förts utan ytterligare förändringar både under kommunisttiden och sedan demokratin återinfördes.

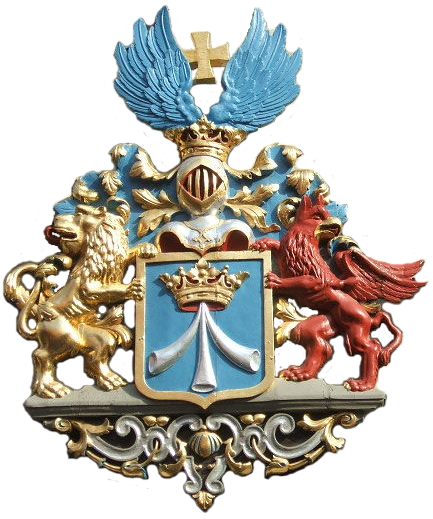
Stralsunds gamla fullständiga vapen på rådhuset
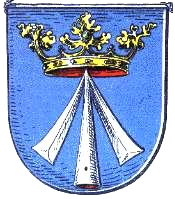
Det utseende som Stralsunds vapen ändrades till under den svenska tiden, användes åren 1720-1938.
sedan 1939 i den framställning som används av staden

## Vapnet i populärkultur
I musikvideon till Joachim Witts „Die Flut“ används en tjänstestämpel med Stralsunds vapen.